# Vil et Misérable
Pour plus de détails, voir Fiche technique et Distribution.
Vil et Misérable est un film québécois réalisé par Jean-François Leblanc, sorti en 2024 et mettant en vedette Fabien Cloutier et Pier-Luc Funk.
Le film, premier long métrage du réalisateur, est une adaptation cinématographique de Vil et misérable, le roman graphique éponyme du bédéiste Samuel Cantin.

## Synopsis
Lucien, un démon misanthrope vivant sur Terre depuis plus de 350 ans et gérant d'une librairie de livres usagés annexée à un concessionnaire d'automobiles usagées, voit sa routine bouleversée quand Sylvie, sa patronne, lui impose Daniel, un jeune assistant engagé pour permettre l'agrandissement de la boutique. Malgré leur opposition initiale, leur collaboration improbable pousse Lucien à s'ouvrir au monde et à découvrir en Daniel un allié inattendu.

## Fiche technique
Sources : IMDb et Films du Québec
- Titre original : Vil et Misérable
- Réalisation : Jean-François Leblanc
- Scénario : Jean-François Leblanc, Samuel Cantin, d'après la bande dessinée éponyme de ce dernier
- Musique : Mathieu David Gagnon
- Direction artistique : Ludovic Dufresne (en)
- Costumes : Gabrielle Lauzier
- Maquillage : Léonie Lévesque-Robert
- Coiffure : Jonathan Paulin
- Photographie : François Messier-Rheault (en)
- Son : Jean-Sébastien Beaudoin Gagnon, Simon Gervais, Bernard Gariépy Strobl
- Montage : Jules Saulnier
- Production : Sarah Mannering (en), Fanny Drew (en)
- Société de production : Colonelle films
- Société de distribution : Entract Films
- Pays de production :  Canada
- Tournage : du 4 août au 7 septembre 2023 à Montréal
- Langue originale : français
- Format : couleur, noir et blanc
- Genre : comédie fantastique
- Durée : 115 minutes
- Dates de sortie :
  - Canada :
    - 13 novembre 2024 (première au Monument-National, à Montréal)
    - 7 février 2025 (sortie en salle au Québec)
- Classification :
  - Québec : Visa général (Déconseillé aux jeunes enfants)[2]

## Distribution
- Fabien Cloutier : Lucien Vil
- Pier-Luc Funk : Daniel Lamontagne, l'assistant-libraire
- Chantal Fontaine : Sylvie / Sylvain
- Alexis Martin : Stefano Von Strudel
- Anne-Élisabeth Bossé : Karine
- Éric Robidoux : Marc
- Rodley Pitt : Louis
- Florence Blain Mbaye (en) : agente Marion